# HMS Munin (8)
HMS Munin (8) var en jagare i svenska flottan. Munin byggdes av Kockums och sjösattes den 5 december 1911. Fartyget tillsammans med HMS Hugin byggdes med ångturbiner istället för kolvångmaskiner som de tidigare jagarna hade. Hon utrangerades 1940 och sänktes som bombmål 1946, efter att ha varit såld för skrotning till Karlskronavarvet.